# Amir Taheri
Amir Taheri (persiska: امیر طاهری), född 9 juni 1942 i Ahvaz, Iran, är en iransk intellektuell, journalist och författare vars arbete är inriktat på Mellanöstern, Nordafrika, islamism och islamisk terrorism. Han var chefredaktör för Kayhān (Världen), Irans största dagstidning, åren 1972-1979 och för Jeune Afrique 1985-1987. Han är ordförande i Gatestone Institute.

## Karriär
Amir Taheri föddes i Ahvaz i provinsen Khuzestan 1942. Han utbildades i Teheran, London och Paris. Han var chefredaktör för den statliga iranska dagstidningen Kayhān 1972-1979 och medlem i styrelsen för Iranian Institute for International Political and Economic Studies i Teheran mellan 1973-1979. Han var en av de mest inflytelserika journalisterna under Pahlavidynastins sista årtionde i Iran .
Amir Taheri var chefredaktör för den franska veckotidningen Jeune Afrique 1985-1987, och Mellanösternkorrespondent vid London Sunday Times 1980-1984. Han har skrivit för The Daily Telegraph, The Guardian, Daily Mail och Pakistan Daily Times. Han var styrelsemedlem i International Press Institute 1984-1992. Han har varit mångårig kolumnist för Asharq Alawsat och dess systertidning Arab News, International Herald Tribune, The Wall Street Journal, The New York Times, Los Angeles Times och The Washington Post. Han har även skrivit för Die Welt och Der Spiegel i Tyskland, La Repubblica i Italien, L'Express, Politique internationale (där han ingår i rådgivningskommittén) och Le Nouvel Observateur i Frankrike, El Mundo i Spanien och The Times i Storbritannien, den tyska veckotidningen Focus, National Review och New York Post.
Amir Taheri är kommentator för CNN och intervjuas ofta av medier såsom BBC och Radio Free Europe. Han har skrivit flera dokumentärfilmer som behandlar frågor om Mellanöstern och islam. Han har intervjuat ett flertal världsledare, däribland presidenterna Anwar Sadat, Richard Nixon, Gerald Ford, Jimmy Carter, Ronald Reagan och Bill Clinton, kung Faisal bin Abdul Aziz, Michail Gorbatjov, Zhou Enlai, Indira Gandhi och förbundskansler Helmut Kohl.

## Författarskap
Amir Taheri har publicerat flera böcker, varav några har översatts till mer än tjugo språk. Hans The Spirit of Allah: Khomeini and the Islamic Revolution (1986) innehåller en ingående biografi av Ruhollah Khomeini och har beskrivits som både kontroversiell och informativ." 1988 utsåg Publishers Weekly i New York hans arbete om islamisk terrorism, Holy Terror: Inside the World of Islamic Terrorism (1987), till en av årets bästa böcker. Hans bok Persian Night: Iran under the Khomeinist Revolution (2009) diskuterar den islamiska republikens historia, nuvarande politiska landskap och geopolitiska strävanden.

## Kontroverser
Amir Taheri har kritiserats av den iransk-amerikanske historikern Shaul Bakhash för att ha fabricerat uppgifter i sina verk om ett uttalande av Ruhollah Khomeinis om att låta Iran brinna i lågor, om en iransk lag som påtvingar religiösa minoriteter att bära särskild klädedräkt och om islamisten Mohammad Javad Zarifs deltagande i Gisslankrisen i Iran mellan 1979 och 1981. Taheri står fast vid sina ståndpunkter och hans PR-konsult Eliana Benador försvarar hans uppgift om att den Islamiska republikens parlament och väktarråd 2006 diskuterade särskild klädedräkt för religiösa minoriteter i landet.

## Verk i urval
- 1986. The Spirit of Allah: Khomeini and the Islamic Revolution.
- 1987. Holy Terror: Inside the World of Islamic Terrorism.
- 1988. The Cauldron: The Middle East Behind the Headlines.
- 1989. Nest of Spies: America's Journey to Disaster in Iran.
- 1989. Crescent in a Red Sky: The Future of Islam in the Soviet Union.
- 1991. The Unknown Life of the Shah.
- 2009. The Persian Night: Iran under the Khomeinist Revolution.